# Brachythecium tommasinii
Brachythecium tommasinii là một loài Rêu trong họ Brachytheciaceae. Loài này được (Sendtn. ex Boulay) Ignatov & Huttunen mô tả khoa học đầu tiên năm 2002.

## Hình ảnh

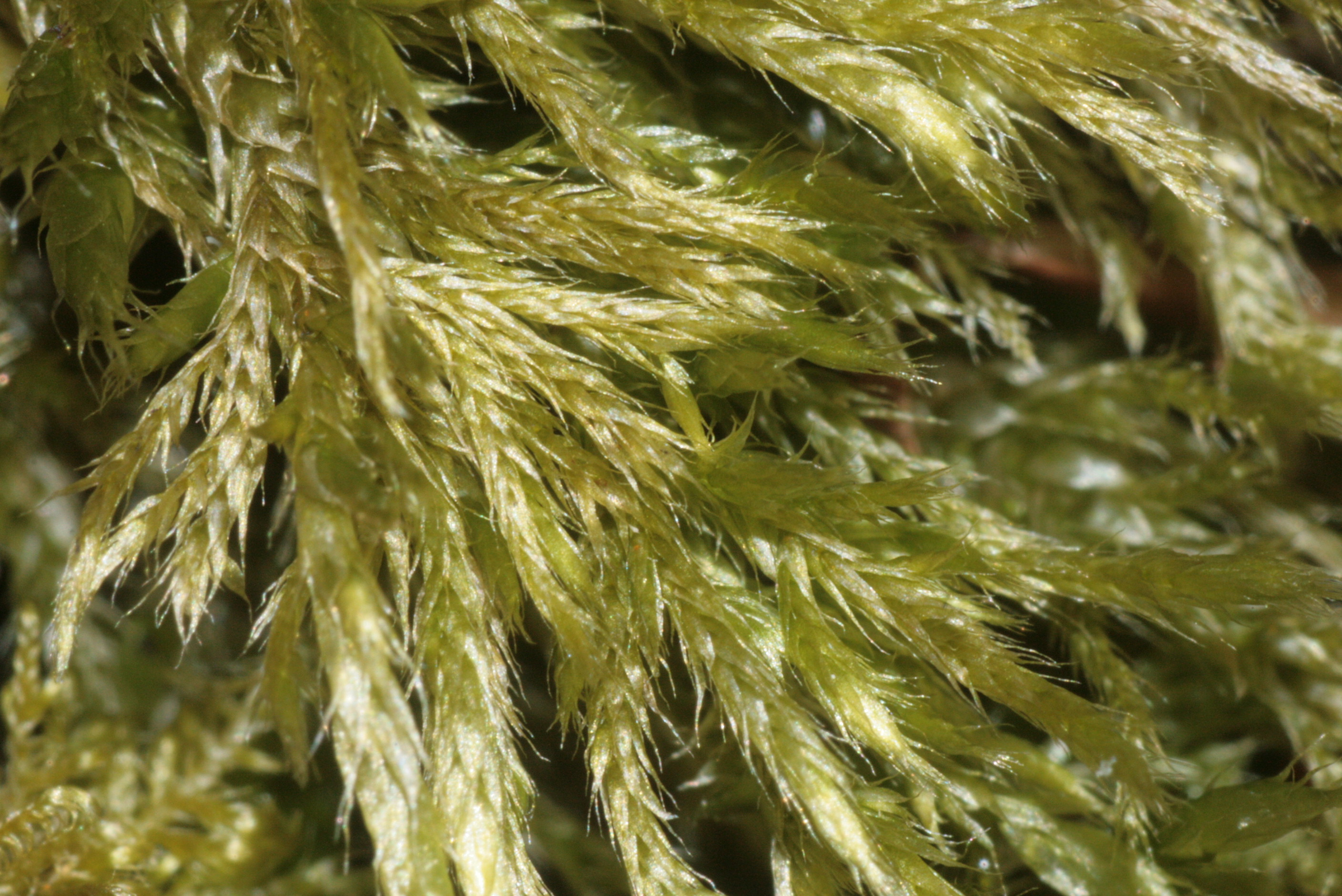